# ولبیشت
ولبیشت (به لاتین: Velabisht) یک سکونتگاه مسکونی در آلبانی است که در استان برات واقع شده‌است.